# Dahil sa Isang Bulaklak
Dahil sa Isang Bulaklak (Vanwege een bloem) is een Filipijnse film van Luis Nepomuceno geproduceerd door Luis Nepomuceno Productions. De hoofdrollen in deze dramafilm worden gespeeld door Charito Solis en Ric Rodrigo.

## Geschiedenis
Dahil sa Isang Bulaklak was een blockbuster die maandenlang in Manila Grand Opera House werd vertoond. De film werd genomineerd voor de FAMAS Award voor beste film, beste acteur, beste actrice en beste regisseur en won de FAMAS Award voor beste mannelijke bijrol voor Rod Navarro in zijn rol als Tony. Hoofdrolspeelster Charito Solis werd bij het Asian Film Festival onderscheiden met een onderscheiding voor beste actrice voor haar rol als Margarita. Ook werd de film gekozen tot beste film op het Manila Film Festival van 1967 en werd de film geselecteerd als Filipijnse inzending voor de 40e Academy Awards. Hij behoorde uiteindelijk echter niet tot de definitieve selectie van genomineerde films.

## Verhaal
Het vijfjarige huwelijk van Edilberto en Margarita komt onder druk te staan wanneer een kwaadaardige halfbroer van Edilberto hem vlak voor zijn overlijden de leugen verkoopt dat hij een relatie met zijn vrouw Margarita heeft gehad. Zij probeert hem er daarop van te overtuigen dat het een leugen was. Wanneer Margarita enige tijd later bevalt heeft Edilberto het gevoel dat het meisje niet van hem is. Hij laat haar ontvoeren en zorgt ervoor dat ze dood wordt verklaard. Edilberto vertrekt bovendien naar de Verenigde Staten. Jaren later komt Margarita een jong meisje genaamd Esperanza tegen. Na enige tijd ontdekt ze door een specifieke moedervlek dat dit haar dood gewaande dochter is. Ze besluit het echter niet te vertellen tot het meisje ouder is. Ze groeit op en na verloop van tijd krijgt ze te horen dat Margarita haar echte moeder is. Wanneer Edilberto terugkeert uit de VS lijkt het stel zich in eerste instantie verzoend te hebben. Wanneer de zus van Edilberto, Victoria, hem echter verteld dat Esperanza de dochter van Margarita is keert zijn woede terug en eist hij dat ze beiden vertrekken. In een dramatische scène op een heuveltop probeert Margarita Edilberto opnieuw te overtuigen van het feit dat Esperanza echt zijn dochter is. In een wanhoopsdaad gooit ze zich van de klif af. Ze overleeft het incident, maar Edilberto krijgt op dat moment een hartaanval van de schrik. Nadien realiseert hij zich dat hij zich vergist heeft en uiteindelijk leven de drie in harmonie samen verder.

## Rolverdeling
| Acteur            | Personage          | Opmerkingen |
| ----------------- | ------------------ | ----------- |
| Charito Solis     | Margarita          | Hoofdrol    |
| Ric Rodrigo       | Edilberto          | Hoofdrol    |
| Paraluman         | Victoria           |             |
| Rod Navarro       | Tony               |             |
| Ben Perez         | Juan               |             |
| Liza Lorena       | Esperanza          |             |
| Grace Leonor      | Cora               |             |
| Henry Stevens     | Alvaro             |             |
| Matimtiman Cruz   | Monica             |             |
| Joseph de Cordova | Padre              |             |
| Mary Walter       | Tony's moeder      |             |
| Pianing Vidal     | de aartsbisschop   |             |
| Jenina Ruth Bas   | de jonge Esperanza |             |
| Lanie Gentica     | de jonge Cora      |             |
| Dodi Bernal       | de jonge Alvaro    |             |